# سودیتسه (منطقه تربیچ)
سودیتسه (به چکی: Sudice) یک منطقهٔ مسکونی در جمهوری چک است که در منطقه تربیچ واقع شده‌است. سودیتسه ۶٫۱۳ کیلومتر مربع مساحت و ۳۴۴ نفر جمعیت دارد و ۴۳۵ متر بالاتر از سطح دریا واقع شده‌است.